# Klaus Werner (Germanist)
Klaus Werner (* 1. Dezember 1942 in Dresden) ist ein deutscher Literaturwissenschaftler und Hochschullehrer.

## Leben
Werner studierte von 1961 bis 1965 Germanistik und Musikwissenschaft an der Universität Leipzig. 1969 wurde er promoviert, 1985 habilitierte er sich und erhielt den Leibniz-Preis der Universität. Dort war er als wissenschaftlicher Assistent und Hochschullehrer tätig sowie zwischenzeitlich als Gastlektor für Germanistik an Universitäten in Rumänien (Cluj-Napoca/Klausenburg) und Polen (Wrocław/Breslau). 1989 wurde Werner zum Ordentlichen Professor an die Pädagogische Hochschule Erfurt-Mühlhausen berufen. Nach der politischen Wende gab er semesterweise Lehrveranstaltungen auch an den Universitäten Gießen und Koblenz-Landau. Konferenz- und Vortragsreisen führten ihn in westeuropäische Länder und in die USA. Von 2003 bis 2010 war Werner Gastprofessor an der Schlesischen Universität Opava in Tschechien.
Schwerpunkte von Werners Forschung und Lehre sind die deutsche und österreichische Literatur von der Wiener Moderne bis zum Exil, die Literatur der DDR und der (Alt-)BRD sowie die deutsch-jüdische Literatur des 20. Jahrhunderts aus Ostmittel- und Südosteuropa.
Werners Veröffentlichungen umfassen neben eigenständigen Büchern weit über hundert Abhandlungen, Rezensionen und Buchherausgaben. Hauptpublikationen bilden die Aufsatzbände „Erfahrungsgeschichte und Zeugenschaft. Studien zur deutsch-jüdischen Literatur aus Galizien und der Bukowina“ (München 2003) und „Schriftsteller und Gesellschaft. Beiträge zu ‚östlichen‘ deutschen Literaturen“ (Dresden und Wrocław 2011). Der erste Band enthält unter anderem Untersuchungen zu Interkulturalität und Ideen-Transfer, zu Manès Sperbers und Peter Weissʼ Romantrilogien „Wie eine Träne im Ozean“ und „Die Ästhetik des Widerstands“ als Demaskierungen der fatalen Korrespondenz von Revolution und Götzendienst, zu Soma Morgensterns Erzählprosa über jüdische Lebenswelten und Rose Ausländers Lyrik im Zeichen der Ambivalenz, zu den deutsch-jüdischen Geistesschaffenden Wilhelm Reich und Walther Rode, Erwin Chargaff und Maximilien Rubel sowie zur literarischen und dokumentarliterarischen Reflexion des transnistrischen Holocaust. Der zweite Band beschäftigt sich unter anderem mit dem deutsch-deutschen Literaturstreit und der Widerständigkeit von DDR-Literatur, den „Wende“-Analysen Volker Brauns und Heiner Müllers, den Geist-Macht-Diskursen von Peter Hacks sowie der ostdeutschen Romantik-Rezeption als argem Weg vom Ideologem zum Text.
Als Herausgeber ist Werner vor allem durch die 1991 im Insel Verlag Frankfurt am Main und Leipzig edierte Anthologie „Fäden ins Nichts gespannt. Deutschsprachige Dichtung aus der Bukowina“ bekannt geworden, die 2001 ihre vierte Auflage erlebte.

## Schriften (Auswahl)

### Autor
- Erfahrungsgeschichte und Zeugenschaft. Studien zur deutsch-jüdischen Literatur aus Galizien und der Bukowina, München: IKGS, 2003, ISBN 978-3-7917-2704-2.
- Schriftsteller und Gesellschaft. Beiträge zu „östlichen“ deutschen Literaturen, Dresden: Neisse-Verl.; Wrocław: Quaestio, 2011, ISBN 978-3-86276-027-5; ISBN 978-83-62571-13-0.
- Meißen und die Literatur. Eine Erkundung vom Mittelalter bis zum Ausgang des 19. Jahrhunderts, Leipzig: Universitätsverlag, 2019, ISBN 978-3-96023-278-0.

### Herausgeber
- Fäden ins Nichts gespannt. Deutschsprachige Dichtung aus der Bukowina, Frankfurt am Main; Leipzig: Insel-Verl., 1991, ISBN 3-458-19097-X (=Insel-Bücherei Nr. 1097).
- Joseph von Eichendorff ‒ Aspekte seines Werks und seiner Rezeption. Beiträge einer wissenschaftlichen Tagung, Opava: Schlesische Universität Opava, 2008, ISBN 978-80-7248-500-0.